# Noua Spanie
Noua Spanie (1519–1821), oficial numită Viceregatul Noua Spanie (în spaniolă Virreinato de Nueva España), a fost un viceregat din imperiul colonial spaniol, cuprinzând în principal teritorii din 'America Septentrională' sau America de Nord. Capitala a fost Mexico City, fosta Tenochtitlan, capitala Imperiului Aztec. Noua Spanie a fost fondată după cucerirea spaniolă a Imperiului Aztec în 1521 și la maxima sa extindere teritorială cuprindea cea mai mare parte a Americii de Nord din sudul Canadei: tot teritoriul Mexicului de astăzi și al Americii Centrale (fără Panama), majoritatea teritoriului Statelor Unite la vest de fluviul Mississippi și Floridas. 

Noua Spanie în 1795